# Тверской, Сергей Дмитриевич
Серге́й Дми́триевич Тверско́й (5 мая 1874 — 23 июля 1942) — последний Саратовский губернатор, начальник гражданского управления в Правительстве Юга России.

## Биография

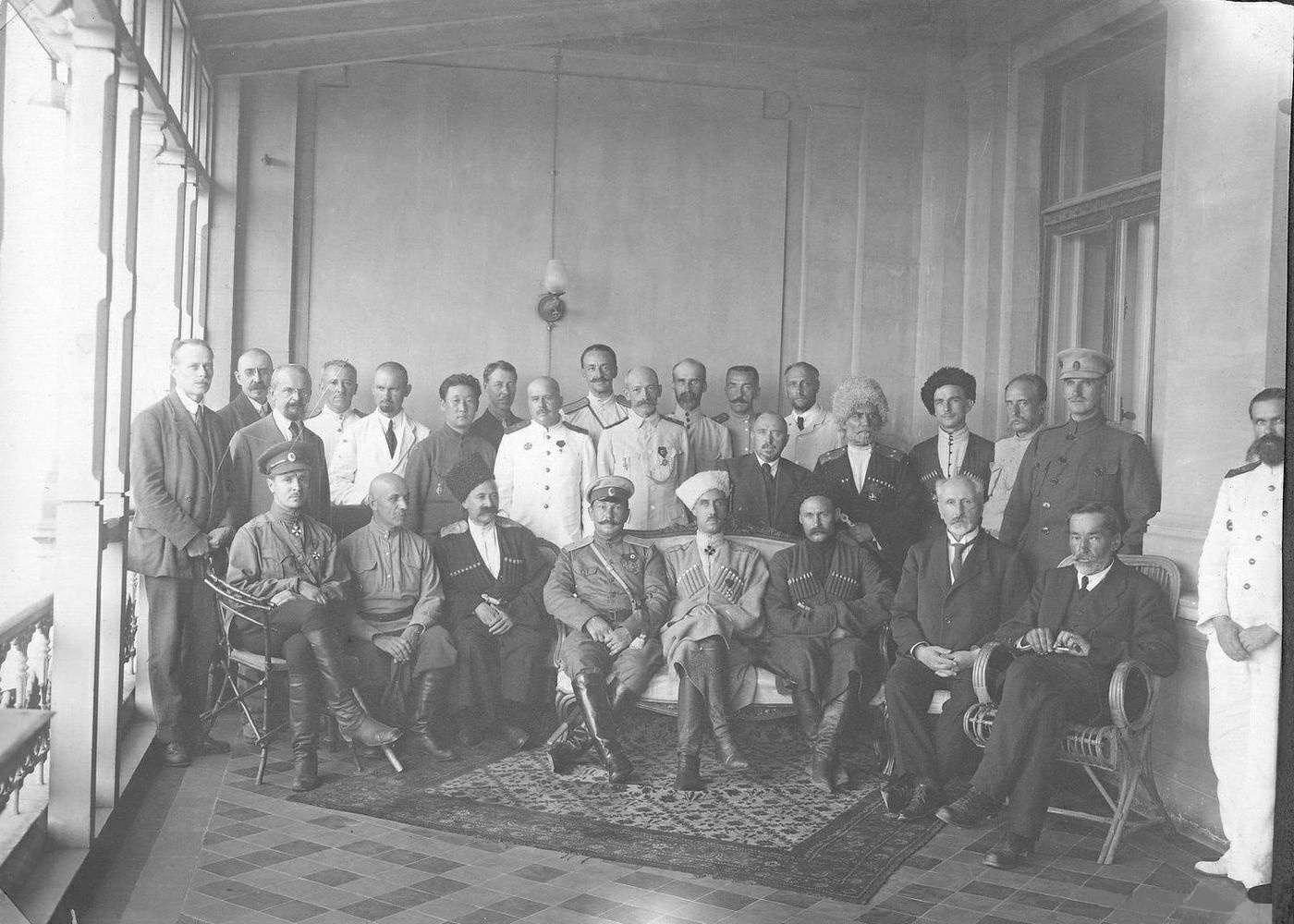
Правительство Юга России. Крым, Севастополь, 1920.
Сидят (слева направо): 1 — начальник штаба генерал-майор П. Н. Шатилов; 2 — Астраханский атаман Н. В. Ляхов; 3 — Терский атаман генерал-лейтенант Г. А. Вдовенко; 4 — Донской атаман генерал-лейтенант А. П. Богаевский; 5 — Главнокомандующий Русской армией генерал П. Н. Врангель; 6 — заместитель Кубанского атамана инженер В. Н. Иванис; 7 — помощник Главнокомандующего, глава Правительства А. В. Кривошеин; 8 — и. об. Председателя Донского правительства М. В. Корженевский.
Стоят (слева направо): 1 — вр. и. д. управляющего делами совета при Главнокомандующем А. Г. Сергеенко-Богокутский; 2 — начальник политической канцелярии Управления иностранных сношений Б. А. Татищев; 3 — вp. и. д. начальника Управления иностранных сношений князь Г. Н. Трубецкой; 4 — ?; 5 — ?; 6 — председатель Астраханского правительства Санджи-Баянов; 7 — ?; 8 — заместитель начальника Морского управления контр-адмирал C. B. Евдокимов; 9 — вp. и. д. начальника Военного управления генерал-майор В. П. Никольский; 10 — и. д. начальника Управления финансов Б. В. Матусевич; 11 — начальник Управления юстиции сенатор Н. Н. Таганцев; 12 — и. д. начальника Гражданского управления С. Д. Тверской; 13 — начальник управления торговли и промышленности B. C. Налбандов; 14 — государственный контролёр Н. В. Савич; 15 — заместитель председателя Кубанского правительства генерал-майор И. А. Захаров; 16 — председатель Терского правительства Букановский; 17 — начальник Управления земледелия и землеустройства сенатор Г. В. Глинка; 18 — начальник Управления снабжений генерал-лейтенант П. Э. Вильчевский; 19 — начальник штаба Черноморского флота контр-адмирал В. В. Николя.

Из потомственных дворян. Сын военного Дмитрия Дмитриевича Тверского. Землевладелец Рязанской губернии.
В 1896 году окончил Императорское училище правоведения с серебряной медалью. Служил по Министерству юстиции, занимал должности товарища прокурора Кашинского, Рязанского и Московского окружных судов, затем прокурора Уфимского и Нижегородского окружных судов. В 1912 году был переведен прокурором Московского окружного суда. Дослужился до чина статского советника.
В 1915 году перешёл в Министерство внутренних дел и 21 сентября назначен был Саратовским губернатором. После Февральской революции был арестован губернским комиссаром Временного правительства и отправлен в Петроград, после чего отпущен.
После Октябрьской революции отправил семью за границу, а сам участвовал в Белом движении. Служил в МВД Южно-Русского правительства: был Воронежским губернатором, затем помощником Главнокомандующего по гражданской части и и.д. Черноморского губернатора. В последней должности заведовал Новороссийской эвакуацией в марте 1920. Позднее состоял и.д. начальника Гражданского управления в правительстве Юга России.
После эвакуации Крыма присоединился к семье в Югославии. Затем переехал в Германию, а во второй половине 1920-х годов — во Францию. Жил в Париже. Был членом правления Союза бывших деятелей русского судебного ведомства, в 1935 году выступал в нём с докладом «Императорское училище правоведение и русский суд». Входил в комитет кассы Общества юристов-правоведов, в 1935 году участвовал в торжественном собрании в честь 100-летия Императорского училища правоведения. В 1939 году выступал на Съезде православно-национальных деятелей с докладами о возможной организации внутреннего управления и суда в освобожденной от большевиков России.
Умер в 1942 году после продолжительной болезни. Похоронен на кладбище Сент-Женевьев-де-Буа.

## Семья
Был женат на Наталии Николаевне Родзевич (1877—1960). Их дочери: Мария (р. 1909) и Нина (р. 1911).